# Хартенштайн (Саксония)
Ха́ртенштайн (нем. Hartenstein) — город в Германии, в земле Саксония. Подчинён административному округу Хемниц. Входит в состав района Цвиккау.  Население составляет 4889 человек (на 31 декабря 2010 года). Занимает площадь 36,72 км². Официальный код  —  14 1 93 130.
Город подразделяется на 2 городских района.